# شب‌دوست زنگبار
شب‌دوست زنگبار(نام علمی: Galago zanzibaricus) نام یک گونه از سرده شب‌دوست کوچک است.